# 宇文姓
宇文姓，為漢字複姓之一，在《百家姓》中排名第434位，宇文鮮卑與北周的皇室即姓宇文。

## 姓氏来历
宇文姓原本出自南匈奴，是南匈奴单于的远亲。
据《周书》记载：炎帝子孙中有个叫葛乌菟的，鲜卑人奉戴为部落首领。葛乌菟的后裔中有个叫普回的，因为得到玉玺，刻有文字“皇帝玺”。普回认为是天授予的，普回的部族俗称天为宇，俗称君主为文。因此号称宇文国，并且以宇文为姓氏。

## 关联条目
- 北周皇帝世系图